# Матросівка (станція)
Матросівка — проміжна залізнична станція 5-го класу Херсонської дирекції Одеської залізниці на неелектрифікованій лінії Снігурівка — Федорівка між зупинними пунктами Львівські Отруби (319 км) та Козацька. Розташована в однойменному селищі Бериславського району Херсонської області.

## Пасажирське сполучення
До повномасштабного російського вторгнення в Україну (з 2022) на станції Матросівка зупинялися приміські поїзди до Миколаєва, Херсона, Каховки та Нововеселої.
| Рух приміських поїздів по станції Матросівка (до 2022) |                              |                          |
| №                                                      | Маршрут сполучення           | Періодичність курсування |
| 6321                                                   | Каховка — Миколаїв-Вантажний | Щоденно                  |
| 6772                                                   | Херсон — Нововесела          | Щоденно                  |
| 6771                                                   | Нововесела — Херсон          | Щоденно                  |
| 6322                                                   | Миколаїв-Вантажний — Каховка | Щоденно                  |